# Liste des évêques d'Ondjiva
 (mai 2023).
Liste des évêques d'Ondjiva (Dioecesis Ondiivanus)
L'évêché angolais de Pereira de Eça a été créé le 10 août 1975, par détachement de ceux de Nova Lisboa et de Sá da Bandeira.
Il a changé de dénomination le 16 mai 1979 pour devenir l'évêché d'Ondjiva. 

## Liste des évêques
- 10 août 1975-30 janvier 1988 : siège vacant
- 30 janvier 1988-23 novembre 2011 : Fernando Guimarães Kevanu
- depuis le 23 novembre 2011 : Pio Hipunyati

## Sources
- L'ANNUAIRE PONTIFICAL, sur le site http://www.catholic-hierarchy.org, à la page